# فوکر دی.۱۳
فوکر دی.۱۳ (انگلیسی: Fokker D.XIII) یک هواپیمای ساخت فوکر است.